# サイケ・オリガミ
サイケ・オリガミ（Psyche Origami）はアメリカ合衆国のヒップホップグループ。主にジョージア州のアトランタを拠点に活動しており、マス・インフルエンスなどと共に日本で知られている数少ないアンダーグラウンド・ヒップホップアーティストのひとつである。
アメリカのカートゥーン ネットワーク内の放送枠、アダルトスイムにて音楽が使われている。

## ディスコグラフィー

### アルバム
- Is Ellipsis（2005/5/17）
- The Standard（2005/9/20）